# Adolf Van der Voort Van Zijp
Pour les articles homonymes, voir van der Voort.
Adolf Dirk Coenraad Van der Voort Van Zijp, né le 1er septembre 1892 à Klambir Lima (Indes orientales néerlandaises) et mort le 8 mars 1978 à Monaco, est un cavalier néerlandais de concours complet.

## Carrière
Adolf Van der Voort Van Zijp participe aux Jeux olympiques d'été de 1924 à Paris et remporte les médailles d'or des épreuves individuelle et par équipe de concours complet sur son cheval Silver Piece. Il dispute aussi les Jeux olympiques de 1928 à Amsterdam, obtenant la médaille d'or avec l'équipe néerlandaise et la quatrième place individuelle.